# Dilemman med Doreen
Dilemman med Doreen är ett barnprogram i SVT:s Barnkanalen som består av musikvideor där Doreen Månsson har skrivit texterna och Christopher Dominique gjort musiken.
Låtarna handlar bland annat om barns utsatthet, hur man säger hej på olika språk eller hur man är bästa vänner. Serien har haft ett flertal kända gästartister och samarbetat med Malmö Operas symfoniorkester och Sveriges radios symfoniorkester.

## Utgivning
- Producent/sång/låttexter - Doreen Månsson
- Kompositör/musikproducent - Christopher Dominique
- Regissör - Henrik Hallgren
- Projektledare - Cia Axelsson
- Ansvarig utgivare - Kristina Colliander
- Fotografer - Sven-Åke Visén, Dennis Trulsson
- Klippare - Thomas Töve
- Ljussättare - Joakim George
- Produktionsledare - Ella Hast
- Projektekonom - Maj Wänstrand
- Regiassistent - Andreas Karlsson
- Smink - Marthe Erlandsen

## Redaktion
- Nina Linden
- Anna Lindrot
- Carl-Oscar Alsén
- Wafa Wafai

## Musiker
- Mikael Gökinan, gitarrer
- Robert Vadadi, gitarrer
- Magnus Sveningsson, elbas
- Maciej Szymsczynski, elbas, syntbas
- Rasmus Svensson, trummor, gitarr
- Sylvester Schlegel, trummor
- Inge Petersson-Lindbäck, tenorsax
- Pär Moberg, baritonsax
- Björn Edqvist, trumpet
- Mikko Iskanius, trumpet
- Erik Olevik, elbas, kontrabas
- Lelo Nika, Dragspel
- Johan Helgesson, trummor

## Kör
- Dolly Dolores, Stran Cetin, Helena Josefsson, Per Sunding

## Gästartister
- James Hollingworth
- Carola Häggkvist
- Jojje Wadenius
- Rikard Wolff
- Promoe
- Monica Dominique
- Carl-Axel Dominique